# Spellbound (Tygers of Pan Tang)
Spellbound è il secondo album in studio del gruppo musicale britannico Tygers of Pan Tang, pubblicato nell'aprile 1981 dalla MCA Records.

## Tracce
1. Gangland – 3:40
2. Take It – 4:26
3. Minotaur – 0:22
4. Hellbound – 3:30
5. Mirror – 4:36
6. Silver and Gold – 3:34
7. Tyger Bay – 3:27
8. The Story so Far – 3:28
9. Blackjack – 3:15
10. Don't Stop By – 3:57

### Bonus tracks
1. All or Nothing – 2:44
2. Don't Give a Damn – 4:32
3. Bad Times – 3:12
4. It Ain't Easy – 4:03
5. Don't Take Nothing – 2:46

## Formazione
- Jon Deverill - voce
- John Sykes - chitarra
- Robb Weir - chitarra, cori
- Richard "Rocky" Laws - basso, cori
- Brian Dick - batteria